# Janick Gers
Janick Robert Gers (Hartlepool, Inglaterra; 27 de enero de 1957) es un sociólogo, guitarrista y compositor británico, reconocido por formar parte del tridente de guitarras del grupo de heavy metal Iron Maiden, integrando la formación desde 1990 hasta la actualidad. En 1975 fue cofundador de la banda de la NWOBHM llamada White Spirit. Posteriormente fue guitarrista de la agrupación Gillan del vocalista de Deep Purple Ian Gillan y de la banda solista de Bruce Dickinson. Además de músico y compositor, posee el título de licenciado en Sociología, y es conocido por su gran despliegue escénico Cabe destacar que Gers es zurdo pero toca la guitarra como diestro.

## Carrera
Janick Gers inició su carrera como el guitarrista líder de la banda británica White Spirit antes de unirse a Gillan, proyecto fundado por Ian Gillan, vocalista de Deep Purple. Luego de la separación de la banda, Gers se unió a la agrupación Gogmagog, la cual incluía a los músicos Paul Di'Anno y Clive Burr, ambos relacionados con Iron Maiden en sus primeros años. El proyecto no pudo prosperar, sin embargo, Gers trabajó brevemente con Fish, el cantante de Marillion, antes de grabar la guitarra de la canción "Bring Your Daughter... to the Slaughter" con Bruce Dickinson para la banda sonora de la película de horror A Nightmare on Elm Street 5: The Dream Child. Finalmente Dickinson terminó grabando un álbum de estudio como solista titulado Tattooed Millionaire, con Janick como su guitarrista principal. Durante la grabación del mismo, Gers fue invitado a unirse a Iron Maiden como reemplazante del guitarrista Adrian Smith.

### Iron Maiden
Inició su carrera con Iron Maiden en 1990, uniéndose a la promoción del disco No Prayer for the Dying, para el cual no colaboró en las composiciones. Su labor como compositor se puede apreciar desde el álbum Fear of the Dark, donde aportó en canciones como "Be Quick or Be Dead" y "Wasting Love". Su distintivo sonido no solo se presenta a la hora de tocar en los directos y en las grabaciones de estudio, sino también en sus composiciones, como se aprecia en composiciones como "Dance of Death", "Montségur", "Gates of Tomorrow", "The Legacy", "The Pilgrim" y "The Talisman". Ha permanecido con Iron Maiden desde 1990, participando en la grabación de nueve álbumes de estudio.

## Estilo
Destaca por sus solos rápidos y agresivos. Su influencia principal es Ritchie Blackmore (exguitarrista de Deep Purple y Rainbow), como se aprecia en su forma de tocar y en sus movimientos sobre el escenario.

## Equipamiento
Janick usa guitarras Fender Stratocaster con sistema de pastillas de Seymour Duncan (una Jb Jr en mástil, single coil en medio, y una Jb Jr en puente) y Custom Epiphone Les Paul (utilizada al inicio del concierto de la gira del último álbum). También utiliza una Gibson Chet Atkins para tocar introducciones acústicas. Su primera guitarra es una Fender Stratocaster color negro que le fue obsequiada por Ian Gillan, además usa otras dos color beige. Utiliza un Marshall JMP-1 sobre un Marshall EL34-100/100. Utiliza amplificadores Marshall al igual que toda la banda.

## Discografía

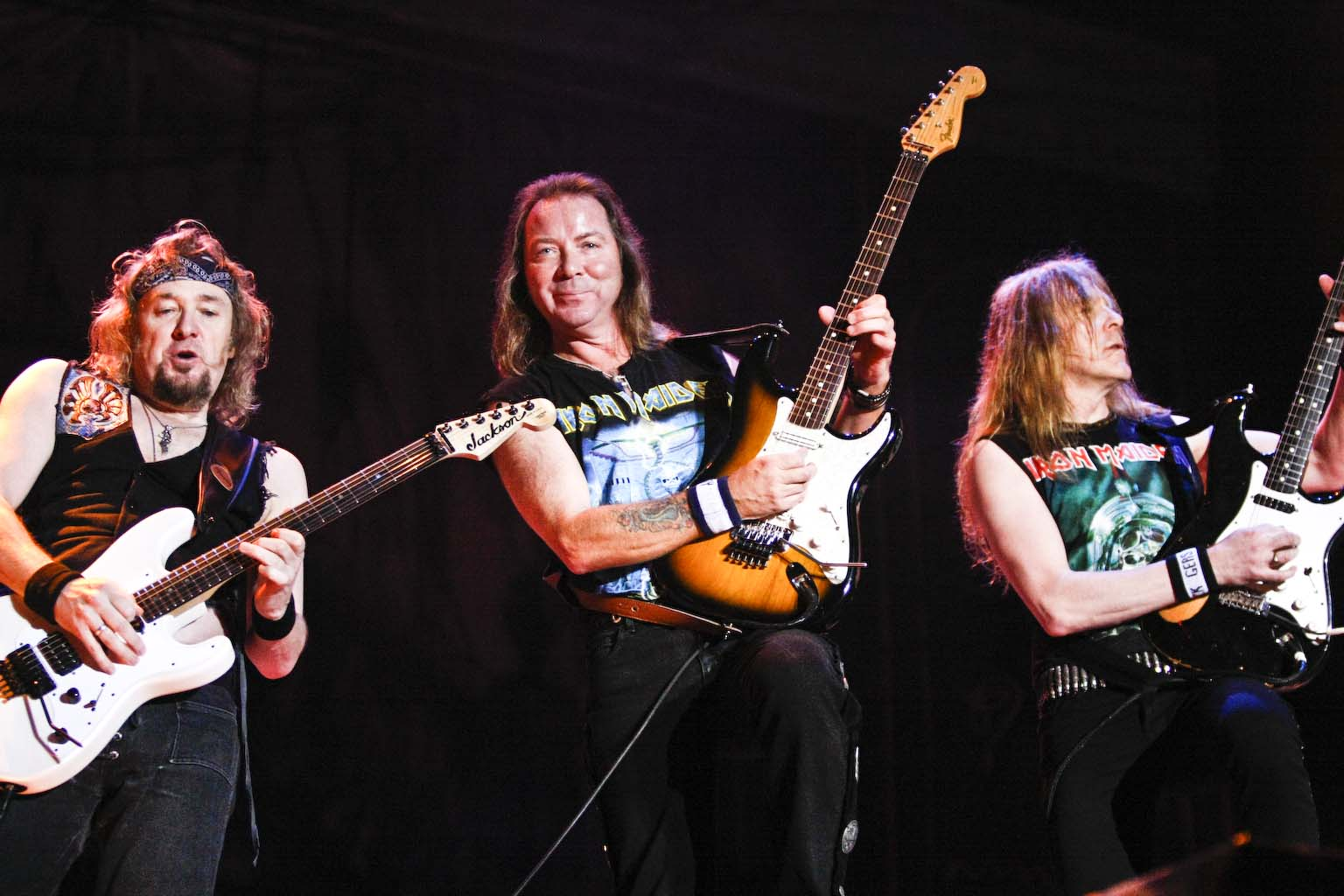
Janick Gers junto a Adrian Smith y Dave Murray en Costa Rica.

### White Spirit
- White Spirit
- Midnight Chaser
- Back to the Hrind

### Gillan
- Double Trouble
- Magic

### Gogmagog
- I Will Be There

### Fish
- Vigil in a Wilderness of Mirrors

### Bruce Dickinson
- Tattooed Millionaire (1990)

### Iron Maiden
- No Prayer for the Dying (1990)
- Fear of the Dark (1992)
- A Real Live/Dead One (1993)
- Live At Donington (1993)
- The X Factor (1995)
- Virtual XI (1998)
- Brave New World (2000)
- Rock In Rio (2002)
- Dance of Death (2003)
- Death On The Road (2005)
- A Matter of Life and Death (2006)
- Flight 666 (2009)
- The Final Frontier (2010)
- En Vivo! (2012)
- The Book of Souls (2015)
- Senjutsu (2021)

### Apariciones de Invitados
- Ian Gillan - Gillan's Inn (2006)